# 1840 au Canada
Pour un article plus général, voir Chronologie du Canada.
Cet article traite des événements qui se sont produits durant l'année 1840 au Canada.

## Événements

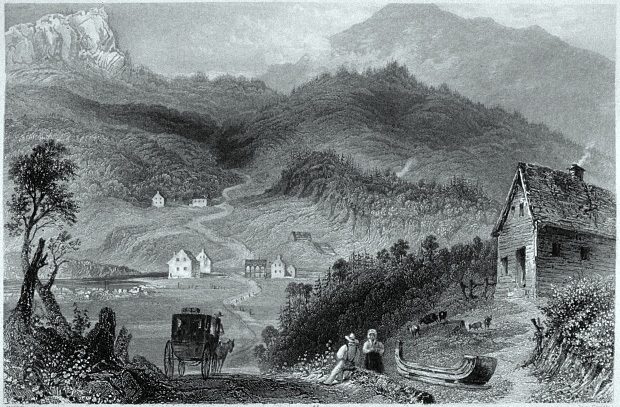
Passe de Bolton. La colonisation des cantons de l'est va s'accentuer.

- Printemps : Mise en place d'une cérémonie à Montréal pour fêter l'arrivée du premier navire au port. Ce navire brisait l'isolement de Montréal en hiver en apportant des biens de consommation. Cette cérémonie va se transformer plus tard en la remise de canne à pommeau d'or. La date de 1840 est approximatif pour cette tradition[1].
- 19 avril : Ignace Bourget devient évêque de Montréal. Il contribue à fonder la même année le Grand séminaire de Montréal.
- 23 juillet : le Royaume-Uni impose l'Acte d'Union qui établit un seul Parlement (gouvernement, Conseil législatif nommé par la couronne, Assemblée élue). Il entre en vigueur le 10 février 1841.
- Mise en place de la 16e assemblée générale de la Nouvelle-Écosse (en).
- Début de la construction du canal de Sainte-Anne-de-Bellevue pour faciliter la navigation entre le lac Saint-Louis et le lac des Deux Montagnes à l'ouest de Montréal.
- Construction de l'Observatoire magnétique et météorologique de Toronto par Edward Sabine. Il s'agit de la première institution scientifique au Canada.
- Population blanche du Bas-Canada : 650 000.
- Population blanche du Haut-Canada : 450 000.

## Naissances
- 10 janvier - Louis-Nazaire Bégin (archevêque de Québec) († 18 juillet 1925)
- 24 janvier - Arthur Buies (journaliste) († 26 janvier 1901)
- 16 février - Charles Borromée Rouleau (juge et homme politique) († 25 août 1901)
- 22 mars  - Henri-Gédéon Malhiot (homme politique) († 20 octobre 1909)
- 24 mars  - Laurent-Olivier David (écrivain et homme politique) († 24 août 1926)
- 28 avril  - Palmer Cox (écrivain et illustrateur) († 24 juillet 1924)
- 16 septembre - Charles Thibault  (homme de loi) († 2 janvier 1905)
- 26 septembre - Louis-Olivier Taillon (Premier ministre du Québec) († 25 avril 1923)

## Décès
- 19 avril : Jean-Jacques Lartigue, (évêque de Montréal). (º 20 juin 1777)